# Biserica „Adormirea Maicii Domnului” din Donici
Biserica „Adormirea Maicii Domnului” este o biserică amplasată în Donici, raionul Orhei, Republica Moldova. Este un monument arhitectural de importanță națională inclus în Registrul monumentelor Republicii Moldova ocrotite de stat cu nr. 1107 (raionul Orhei). Datează din 1870.